# Spodnja Panonija (država)
Spódnja Panónija je bila mejna grofija (marka), ki so jo po končanih vojnah z Avari Franki ustanovili na zahodnem delu Panonske nižine, med Donavo na vzhodu, Dravo in Muro na jugu, Rabo na zahodu in najverjetneje Blatnim jezerom na severu. Nastala je z upravno reformo vzhodnofrankovskega kralja Ludvika Nemškega leta 828 po pregonu Bolgarov s tega območja. Večinsko je bila poseljena s predniki Slovencev.

## Vladavina Pribine
Vzhodnofrankovski kralj Ludvik Nemški je Spodnjo Panonijo leta 840 podelil v fevd nekdanjemu nitrejskemu knezu slovanskega rodu Pribini, ki je pod pritiskom velikomoravskega kneza Mojmira zbežal k tedanjemu prefektu Vzhodne marke Ratbodu. Pri Blatnem jezeru je Pribina sezidal svojo prestolnico Blatenski kostel, ki jo je obdajalo močvirje. Kot frankovski vazal se je zelo izkazal: dobro je skrbel za utrjevanje vzhodne meje, opustošeno pokrajino je hitro koloniziral in krepil moč pokrajine. Tako je že v petih letih prejel fevd v trajno last (alod), postal pa je tudi mejni grof Spodnje Panonije. V svojo grofijo je naseljeval slovanske in bavarske priseljence. Tako med naseljenci in vladajočimi so kljub močni nemški kolonizaciji prevladovali Slovani, kar je omogočilo njihov kasnejši vzpon na tem območju. V verskih zadevah je Pribina podpiral salzburško nadškofijo. Pribina je padel leta 860 ali 861, boreč se na frankovski strani v boju z upornimi Velikomoravani, ki so se osvobajali frankovske nadvlade. Leta 862 ga je nasledil sin, kasnejši knez Kocelj.

## Vladavina Koclja
Kocelj je v začetku svoje vladavine nadaljeval z očetovo politiko sodelovanja s Franki, tako v državnih kot v verskih zadevah. Z njim sta se srečala tudi misijonarja Ciril in Metod ter nanj napravila močan vtis.
Ko so Velikomoravani leta 869 začeli z uporom proti Frankom, je velikomoravskemu knezu Rastislavu zanj uspelo pridobiti tudi Koclja. Upor je uspel in ustanovljena je bila nova, samostojna slovanska država Spodnja Panonija, katere knez je postal Kocelj. Skupaj z Rastislavom in njegovim nečakom Svetopolkom so se zavzemali, da bi se Metod vrnil v te kraje kot škof. Papež jim je leta 869 ugodil, kasneje pa je na Kocljeve prošnje tudi ponovno ustanovil sirmijsko nadškofijo, katere sedež je bil v Kocljevi državi. Škof Metod je uvajal slovansko bogoslužje in sprva deloval predvsem v Panoniji, njen upravni okoliš pa je vključeval Spodnjo Panonijo in Velikomoravsko. To je pomenilo vrh za tedaj ponovno (prvič po napadih Obrov) trdno povezane Južne in Zahodne Slovane. Imeli so podporo Bizantincev (zagotavljal jim jo je Metod) in frankovsko koloniziranje območja je bilo zavrto. Najverjetneje je v Spodnji Panoniji nastal prvi slovanski zakonik Zakon sudni ljudem, katerega avtor je najbrž Metod. 
Salzburška nadškofija je tako izgubljala vpliv nad temi državami, kar je njeno vodstvo seveda motilo, prav tako kot nemške fevdalce, ki so izgubili velik del ozemlja. Okrog leta 870 jim je uspelo odstraniti Rastislava in zapreti Metoda, vendar je nato na Velikomoravskem izbruhnil upor, ki je začasno preprečil napad na Koclja, tedaj nosilca pomembne vloge pri ohranjanju in podpiranju dela Metodovih učencev. Ko so leta 873 na zahtevo papeža Janeza VIII. Franki končno izpustili Metoda, ga je Kocelj kljub njihovim grožnjam ponovno sprejel. Že naslednjega leta so jih uresničili. Zasedli so Spodnjo Panonijo, pregnali Metoda, ki se je zatekel na Velikomoravsko, in odstranili Koclja, kar je seveda pomenilo konec samostojnosti. Po tem dogodku Kocelj izgine iz zgodovine. Ozemlje Spodnje Panonije je bilo že leta 876 skupaj z Zgornjo Panonijo, Karantanijo in področjem zgornjega Posavja vključeno v novo pomembno frankovsko politično tvorbo- Regnum Carantanum, ki ga je upravljal Arnulf Koroški.   